# Pugamská říše
Pugamské království (barmsky ပုဂံခေတ်, odvozené od města Pugam, Pagan, nově přepisováno i jako Bagan), běžně zvaná jako Pugamská říše, je název první barmské říše mezi lety 1044–1287, která sjednotila oblasti, jež se později staly součástí dnešní Barmy (Myanmy). Za jejího zakladatele je obvykle považován král Anoratcha, někdy je však její vznik kladen do dávnější historie – teprve Anoratcha ovšem dokázal říši rozšířit na úkor monské říše na jihu (1057). Pugamské království pak po celých 250 let ovládalo širokou oblast povodí Iravádí a stalo se vedle Angkoru hlavní mocností pevninské jihovýchodní Asie. Přispělo k rozšíření a ustavení politické identity barmského etnika v oblasti Horní Barmy a významně se zasloužilo také o rozmach théravádového buddhismu v Barmě i celém regionu. Panovníci říše dali v oblasti hlavního města vystavět tisíce buddhistických chrámů, z nichž do současnosti zůstává něco přes dva tisíce. K jejímu zániku přispěly opakované vpády Mongolů, které r. 1287 království rozvrátily. Další sjednocení území přišlo až s druhou barmskou Taunnguskou říši (1531–1752).